# أديلايد إرنروث

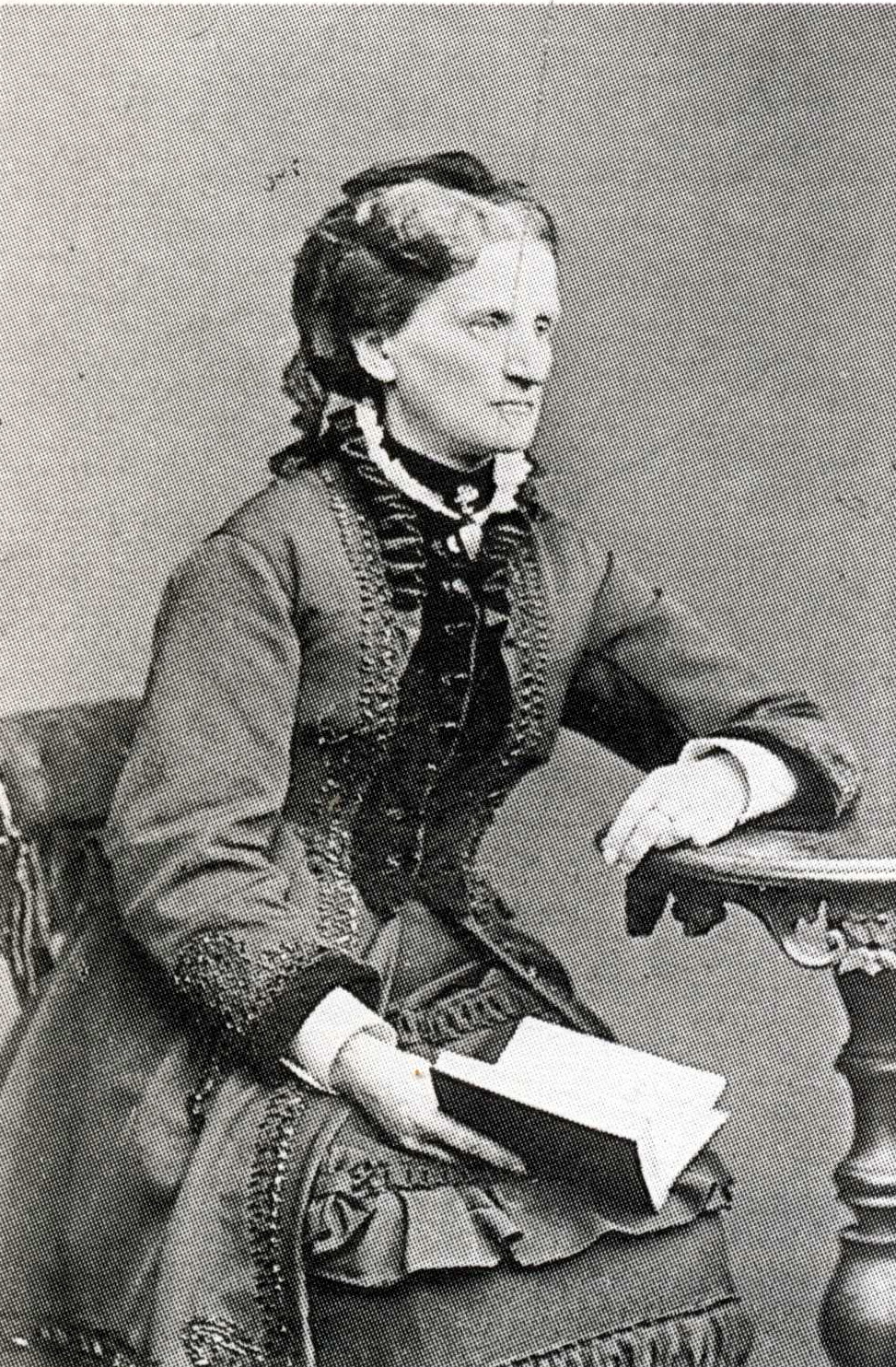
أديلايد إرنروث.

لوفيسا أديلايد إرنروث (بالإنجليزية: Lovisa Adelaïde Ehrnrooth) (مواليد 17 يناير 1826 في ناستولا – 31 ماي 1905 في هيلسنكي) كانت ناشطة نسوية وكاتبة فنلندية. وكانت من بين الأبناء الستة عشر لعائلة أرستقراطية، والدها غوستاف أدولف إرنروث كان بطلا في الحرب الفنلندية، وأخوها هو يوهان كازيمير إرنروث. لم تتزوج أبدا وكرست حياتها لمساعدة النساء والفقراء.
أسست منظمة النساء الفنلنديات التي كانت أول منظمة تهتم بمعاناة النساء بفنلندا. كانت أيضا نشطة في منظمة Kvinnosaksförening سنة 1884 وبعد سنة 1892 إلى أن توفت سنة 1905. دعتها هيلينا ويسترمارك بأنها «أول صحفية فنلندية أنثى».
طالبت أديلايد بحق تصويت المرأة سنة 1869.

## بيبليوغرافيا

### قصائد
- Sagor och minnen – 1863
- Gråsparven – 1868

### روايات
- Bilder ur familjekretsarna i Finland – 1866؛ صور من الحياة بفنلندا
- Bland fattiga och rika – 1887؛ بين الأغنياء والفقراء
- Dagmar: En hvardaghistoria – 1870؛ داغمار: قصة من الحياة اليومية
- Tiden går och vi med den – 1878؛ يمر الوقت ونحن معه
- Hvardagslifvets skuggor och dagar – 1881؛ ظلال وأضواء الحياة اليومية

### سياسية
- I dagens intressanta samhällsfrågor, röst från en icke röstheråttigad – 1882؛ الأسئلة الاجتماعية لليوم: صوت لشخص لا يملك الحق ليصوت

### كتب سفر
- Två finskors lustvandringar i Europa och Afrika åren 1876–77 och 1884 – 1886؛ رحلات امرأتين فنلنديتين بأوروربا وإفريقيا، 1876–77 و 1884
- Resor i Orenten – 1890؛ أسفار المشرق

## المزيد من القراءة
- Kotioja, Eeva (2018). Uskallus puhua: Sukupiiri ja sosiaalinen pääoma Adelaïde Ehrnroothin yhteiskunnallisen toiminnan mahdollistajina [Encouraged to speak: Family and socal resources as an enabling factor for the societal work of Adelaïde Ehrnrooth] (بالفنلندية). University of Helsinki. ISBN:978-951-51-4435-5. {{استشهاد بكتاب}}: الوسيط غير المعروف |lay-summary= تم تجاهله (help)
- Westermarck, Helena (1928). Adelaïde Ehrnrooth: Kvinnospår i finländskt kulturliv (بالسويدية). Helsingfors: Söderström.

## وصلات خارجية
- Ehrnrooth, Adelaïde in Biografiskt lexikon för Finland (بالسويدية).
- Ehrnrooth, Adelaïde in Uppslagsverket Finland (بالسويدية).